# Grönländischer Porst
Der Grönländische Porst (Rhododendron groenlandicum) ist eine Pflanzenart aus der Gattung Rhododendron innerhalb der Familie der Heidekrautgewächse (Ericaceae). Sie ist in Nordamerika sowie Grönland verbreitet und in kleinen Gebieten in Mitteleuropa ein Neophyt.

## Beschreibung

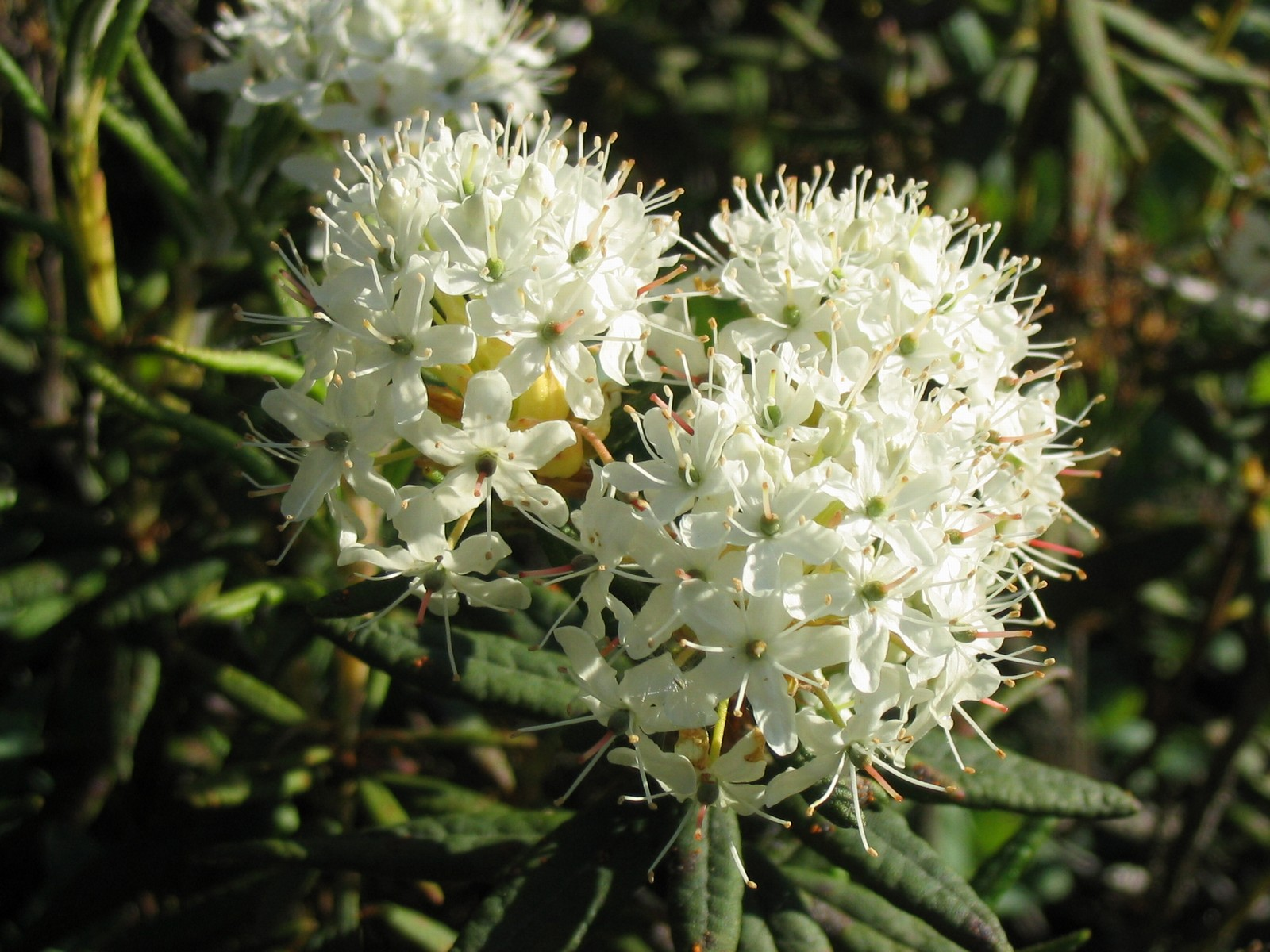
Blütenstände

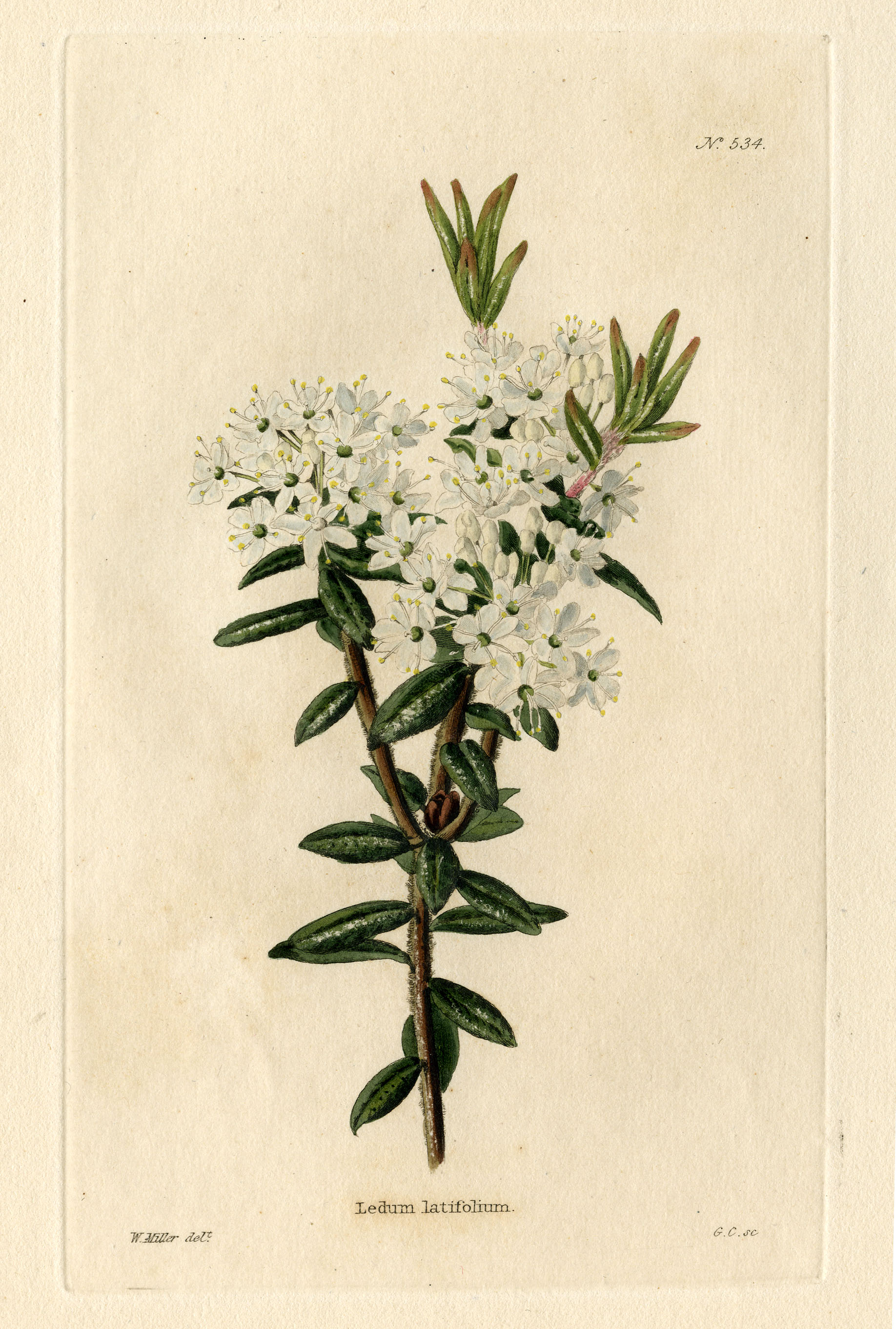
Illustration von William Miller

### Vegetative Merkmale
Der Grönländische Porst ist ein immergrüner Strauch, der Wuchshöhen von 0,5 bis 1,5 Metern erreicht. Sie besitzt Legtriebe und unterirdische Ausläufer.
Die Laubblätter sind bei einer Länge von 2 bis 5 Zentimetern sowie einer Breite von 1,5 bis 2,5 Zentimetern. doppelt bis fünfmal so lang wie breit, eiförmig bis lanzettlich, manchmal schmal elliptisch bis linealisch und am Rand umgerollt. Die Blattoberseite ist dicht rau-höckerig. Die auf der Blattunterseite vorhandene Mittelrippe ist durch die rostrote, filzige Behaarung verdeckt.

### Generative Merkmale
Die Blütezeit reicht von Mai bis Juli. Der Blütenstand ist oft halbkugelig und umfasst 20 bis 35 Blüten. Die Blütenstiele sind 12 bis 25 Millimeter lang.
Die zwittrige Blüte ist radiärsymmetrisch und fünfzählig mit doppelter Blütenhülle. Die Kelchzipfel sind 1 bis 1,5 Millimeter lang. Die fünf weißen Kronblätter sind nur an der Basis etwas miteinander verwachsen und die Kronzipfel sind 5 bis 7 Millimeter lang. Es sind fünf bis acht (bis zu zehn) Staubblätter vorhanden.
In der Regel ist die Kapselfrucht 3 bis 5,5 Millimeter lang und 4 bis 6 Millimeter breit und dabei doppelt so lang wie breit.
Die Chromosomenzahl beträgt 2n = 26.

## Vorkommen
Der Grönländische Porst ist im gemäßigten bis arktischen Nordamerika und in Grönland verbreitet. In Deutschland kommt der Grönländische Porst im Venner Moor in Nordrhein-Westfalen eingebürgert vor. In Niedersachsen wurde er selten und unbeständig verwildert beobachtet.
Er gedeiht in Hochmooren.

## Taxonomie
Die Erstveröffentlichung erfolgte 1771 unter dem Namen (Basionym) Ledum groenlandicum durch Georg Christian Oeder. Die Neukombination zu Rhododendron groenlandicum (Oeder) Kron & Judd wurde 1990 durch Kathleen Anne Kron und Walter Stephen Judd veröffentlicht. Weitere Synonyme für Rhododendron groenlandicum (Oeder) Kron & Judd sind: Ledum latifolium Jacq., Ledum palustre subsp. groenlandicum (Oeder) Hulten.

## Nutzung
Der Grönländische Porst wird selten als Zierpflanze für Moorbeete genutzt. Er ist spätestens seit dem 20. Jahrhundert in Kultur. Des Weiteren hilft der Saft der Pflanze gegen die in Grönland weit verbreiteten Stechmücken, in dem man die Blätter zerreibt und anschließend den Saft an unbedeckte Stellen des Körpers schmiert.